# ۱۹۱۹
۱۹۱۹ میلادی سالی در سده بیستم در گاه‌شماری میلادی بود.

## رویدادها
- ارائه نظریه نسبیت عام توسط آلبرت انیشتین
- اعلام رسمی استقلال افغانستان از بریتانیای
- سقوط امپراتوری عثمانی

## زادروزها
- ۱ ژانویه - جروم دیوید سالینجر، نویسندهٔ معاصر آمریکایی. (د. ۲۰۱۰)
- ۲۰ ژوئیه - ادموند هیلاری اولین فاتح قله اورست. (د. ۲۰۰۸)
- ۲۶ ژانویه – والنتینو مازولا، فوتبالیست ایتالیایی (د. ۱۹۴۹)
- ۱۲ فوریه – فروتچو والکارجی، بازیکن فوتبال ایتالیایی (د. ۲۰۰۵)
- ۱۸ فوریه – جک پالانس، بازیگر آمریکایی (د. ۲۰۰۶)
- ۲۶ فوریه – ری ماستنبروک، شناگر هلندی (د. ۲۰۰۳)
- ۲ مارس – جنیفر جونز، بازیگر آمریکایی (د. ۲۰۰۹)
- ۱۳ آوریل – هاوارد کیل، بازیگر آمریکایی (د. ۲۰۰۴)
- ۲۲ آوریل – دونالد کرام، شیمی‌دان آمریکایی (د. ۲۰۰۱)
- ۲۴ آوریل – گلافکوس کلریدس، سیاست‌مدار قبرسی (د. ۲۰۱۳)
- ۱۵ ژوئیه – آیریس مرداک، نویسنده، شاعر، و فیلسوف ایرلندی (د. ۱۹۹۹)
- ۱۹ ژوئیه – پاتریشا مدینا، بازیگر بریتانیایی (د. ۲۰۱۲)
- ۸ اوت – دینو دلارنتیس، تهیه‌کننده ایتالیایی (د. ۲۰۱۰)
- ۲۸ اوت – گادفری هانسفیلد، مهندس بریتانیایی (د. ۲۰۰۴)
- ۲۱ سپتامبر – فضل‌الرحمن ملک، نویسنده و الهی‌دان هندی (د. ۱۹۸۸)
- ۲۶ سپتامبر – ماتیلده کامو، بازیگر و شاعر اسپانیایی (د. ۲۰۱۲)
- ۳ اکتبر – جیمز مک‌گیل بیوکنن، اقتصاددان آمریکایی (د. ۲۰۱۳)
- ۱۷ اکتبر – جائو تسیانگ، سیاست‌مدار چینی (د. ۲۰۰۵)
- ۲۲ اکتبر – دوریس لسینگ، نویسنده و شاعر بریتانیایی (د. ۲۰۱۳)
- ۲۶ اکتبر – محمدرضا پهلوی، آخرین پادشاه ایران (د. ۱۹۸۰)
- ۹ دسامبر – ویلیام لیپسکام، شیمی‌دان آمریکایی (د. ۲۰۱۱)
- عبدالعزیز دوری، تاریخ‌نگار عراقی (د. ۲۰۱۰)

## درگذشت‌ها
- ۳ دسامبر - پیر اگوست رنوآر نقاش امپرسیونیست فرانسوی
- ۴ ژانویه – گئورگ فن هرتلینگ، سیاست‌مدار آلمانی (ز. ۱۸۴۳)
- ۱۵ ژانویه - رزا لوکزامبورگ، انقلابی سوسیالیست و کمونیست آلمانی و لهستانی‌تبار (ز. ۱۸۷۰)
- ۲۴ ژانویه – اسماعیل کمالی، سیاست‌مدار و دیپلمات اهل آلبانی (ز. ۱۸۴۴)
- ۱۷ فوریه – ویلفرید لوریه، سیاست‌مدار و وکیل کانادایی (ز. ۱۸۴۱)
- ۲۰ فوریه – حبیب‌الله خان، سیاست‌مدار افغان
- ۲۱ فوریه – کورت آیسنر، سیاست‌مدار آلمانی
- ۱۸ مارس – آلبرت کالورت، دوچرخه‌سوار اهل بریتانیا (ز. ۱۸۸۷)
- ۱۰ آوریل – امیلیانو زاپاتا، سیاست‌مدار مکزیکی
- ۳۰ ژوئن – جان استرات، فیزیک‌دان و سیاست‌مدار بریتانیایی (ز. ۱۸۴۲)
- ۱۳ اکتبر – کارل آدولف گیلروپ، شاعر و نویسنده دانمارکی (ز. ۱۸۵۷)
- ۱۵ نوامبر – آلفرد ورنر، شیمی‌دان سوئیسی (ز. ۱۸۶۶)